# Bactrocera apicalis
Bactrocera apicalis är en tvåvingeart som först beskrevs av Meijere 1911.  Bactrocera apicalis ingår i släktet Bactrocera och familjen borrflugor. Inga underarter finns listade.